# 鎮區 (美國)
鎮區（英語：Township）、县区或郡区，美国行政区划类型之一，级别小于县。鎮區的面积在15.6km² 至140.4km²之间。
“鎮區”一词的概念有如下三种：
- 勘查鎮區（英语：Survey township）（survey township），仅作为地理参考，用于土地地契与受让土地的位置标定。
- 行政鎮區（civil township），一种地方行政单位。
- 特設鎮區（charter township），类似于行政鎮區，仅用于密歇根州。特设鎮區指获得特许职能的鎮區。

## 行政鎮區
鎮區政府为地方政府的一种类型，一般用于乡村地区，位于县之下。乡的职能与组织形式由州议会决定。